# Taminagebirge

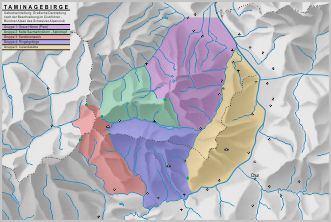
Gebietseinteilung nach Schweizer Alpenclub SAC.
− Violett = Gruppe 1 - Graue Hörner (Pizol)
− Gelb = Gruppe 2 - Calandakette
− Blau = Gruppe 3 - Ringelgebirge
− Rot = Gruppe 4 - Sardonamassiv
− Grün = Gruppe 5 - Kette Sazmartinshorn - Älplichopf

Das Taminagebirge, in gewissen Alpen-Einteilungen manchmal auch als Tamina-Alpen bezeichnet, ist eine Gebirgsgruppe im nordöstlichen Teil der Westalpen in der Schweiz. Der höchste Gipfel des Taminagebirges ist der Ringelspitz (3247 m ü. M.).

## Lage
Die hier beschriebene Umgrenzung und Benennung der Untergruppen des Taminagebirges ist den im Gebrauch befindlichen Alpenvereinsführern entnommen. Die Einteilung der Alpen nach SOIUSA hat sich in den betroffenen Gebieten nicht durchsetzen können. Die Massive, die das Einzugsgebiet der Tamina umschliessen, liegen im nordöstlichen Teil der Glarner Alpen. Innerhalb der Wasserscheide der Tamina gehört der Grund und Boden zum Kanton St. Gallen der Rest meist im Kanton Graubünden und nur ein kleiner Teil im Glarnerland. Der höchste Gipfel des Taminagebirges ist der Ringelspitz (3247 m ü. M.). Die Gebirgsgruppe bildet das Ende des Hochalpenzugs von den Berner Alpen über die Urner Alpen zu den Glarner Alpen, dem Gebirge nördlich von Rhone und Vorderrhein. Gemäss aktuellen Alpenvereins-Führern wird das Taminagebirge durch den Pass dil Segnas und den Foopass von den Glarner Alpen getrennt behandelt. Mehrere Quellbäche vereinen sich auf der Sardonaalp im Calfeisental, etwa zwölf Kilometer westlich von Vättis, zur Tamina. Diese fliesst ostwärts durch das enge, von hohen Steilwänden flankierte Calfeisental. Eine Alpsiedlung mit einer Kapelle und einem Gasthaus befindet sich in St. Martin, am Ende des Gigerwaldstausees, das von Frühling bis Herbst auf einer öffentlichen Strasse erreichbar ist. In Vättis erreicht die Tamina den weiten Talboden der Kunkelspass-Senke, über die während der Eiszeit von Süden her ein Arm des Rheingletschers floss. Hier ändert der Gebirgsbach seine Richtung nach Norden, wird bald in einem weiteren kleinen Stausee gespeichert und zwängt sich dann durch die Taminaschlucht, in der die Thermalquellen von Bad Ragaz gefasst werden. Bei Bad Ragaz mündet die Tamina in den Rhein.

## Umgrenzung und Untergruppen
- Im Osten und Süden bildet der Rhein ab Sargans flussaufwärts die Grenze bis zur Einmündung des Hinterrheins bei Reichenau und weiter entlang des Vorderrheins bis zur Einmündung des Flem in der Rheinschlucht (Ruinaulta).
- Im Südwesten entlang dem Flem durch das Val Pintrun und Bergwärts durch das Dorf Flims in den Untern Segnasboden (Segnas Sut) und weiter bis zum Pass dil Segnas (2625 m ü. M.).
- Im Westen vom Pass dil Segnas bis zum Foopass (2223 m ü. M.).
- Im Norden vom Foopass zum Foobach und dem Bach entlang bis zur Einmündung in den Bach Seez. Entlang der Seez durch das Weisstannental hinaus nach Mels und zur Sarganser Au bis zum Rhein.

### Graue Hörner (Pizol)
Westlich der Tamina, oberhalb der Rheinebene von Sargans, liegt das Pizolgebiet, ein im Sommer und im Winter beliebtes Sportgebiet mit zahlreichen Wanderwegen und Beförderungsanlagen. Weiter südlich werden die Hänge steiler und die Berge rauer, was sich in der Besucherfrequenz niederschlägt. Der Pizol (2844 m ü. M.) ist hier der südlichste Gipfel, der oft bestiegen wird.

### Calandakette
Durch die Mulde des Kunkelspasses getrennt erhebt sich zwischen dem Taminatal und dem Churer Rheintal die Calandakette mit dem Hauptgipfel Haldensteiner Calanda (2805 m ü. M.), gleichsam Hausberg der Bündner Hauptstadt Chur. Hier bietet sich eine SAC-Hütte, die Calandahütte, als Etappenort an.

### Ringelgebirge
Die Gipfel der Ringelspitzgruppe flankieren mit ihren Steilwänden das Calfeisental auf seiner Südseite. Es sind mächtige Felsberge, deren Besteigung nicht nur gute Kondition, sondern auch einige alpinistische Fertigkeit erfordert, namentlich im Klettern in unschwierigem, aber wenig zuverlässigem Fels. Der Ringelspitz ist mit 3247,4 m ü. M. der höchste Gipfel des Taminagebirges und zugleich auch der höchste Gipfel der Kantons St. Gallen. Er ist das begehrte Gipfelziel von Besuchern der Ringelspitzhütte auf der Südostseite der Gruppe.

### Sardonamassiv
Den westlichen Abschluss des Calfeisen bildet die Sardonagruppe, ein Bergmassiv, das – als Teil der Glarner Hauptüberschiebung – zum Weltnaturerbe Tektonikarena Sardona gehört und geologisch sehr interessant ist, alpinistisch aber einige Ansprüche stellt. Die Sardonagruppe ist nord-südlich gerichtet und von Osten wesentlich leichter zugänglich als von Westen. Von Elm im Kanton Glarus ist die Westflanke nämlich stark erodiert. Der ältere Verrucano, der auf jüngeren Schieferschichten liegt, hat dem Abtrag mehr Widerstand geleistet, was zu schwer überwindlichen Schiefer-Schuttsteilhängen geführt hat. Die Sardonahütte am Ostfuss der Gruppe ist ein günstig gelegener Stützpunkt, oberhalb von ihr ist (noch immer) ein kleines Gletschergebiet, dessen Begehung eine angemessene Ausrüstung erfordert. Die Sardonagruppe läuft gegen Südwesten im Skigebiet von Flims aus. Von diesem Tourismusort her sind auch zahlreiche Wanderwege angelegt. Der höchste Berg hier ist der Piz Segnas (3099 m ü. M.).

### Kette Sazmartinshorn – Älplichopf
Die Kette des Sazmartinshorns (2827 m ü. M.) flankiert das Calfeisental auf der Nordseite. Die Alpgebiete unterhalb der Gipfel, ungefähr auf 2000 Meter Höhe, bieten Raum zu Wanderungen. Doch die Berge geniessen vor allem die Zuwendung durch Einheimische. Die Touren werden nicht nur von Calfeisen aus unternommen, sondern auch vom Weisstannental aus.

## Bilder der Gruppen

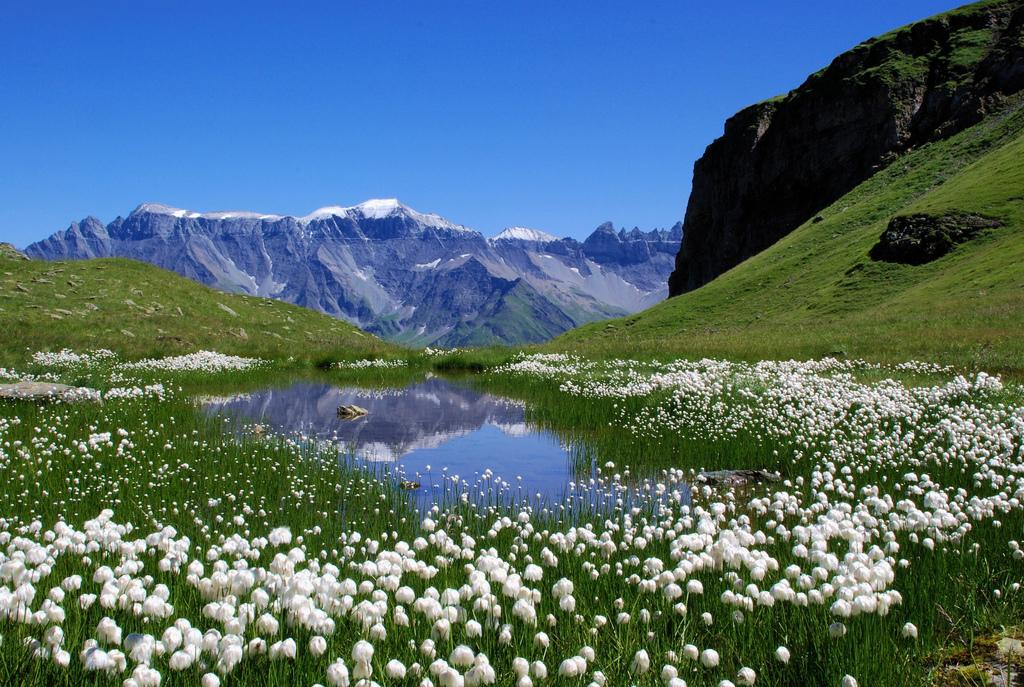
Sardonagruppe von Westen (Glarner Seite) auf den (von links) Piz Sardona, Piz Segnes (höchster Punkt), Atlas und Tschingelhörner, letztere gehören nicht mehr zur Sardonagruppe.
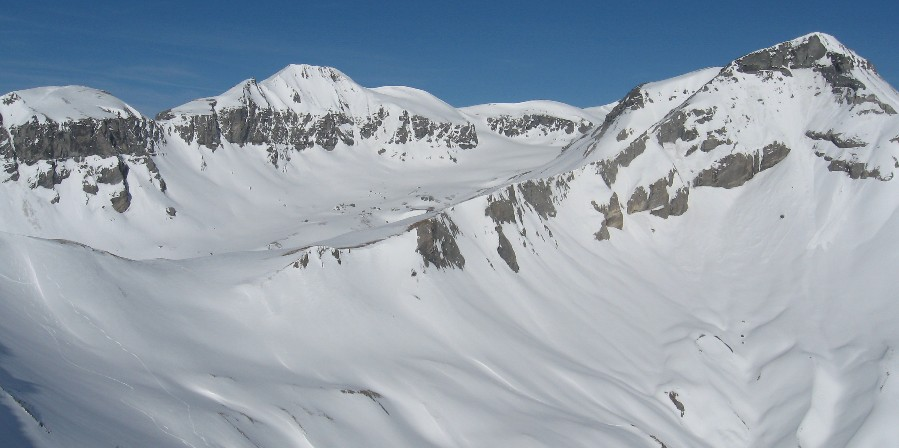
Sardonagruppe von Südosten (Bündner Seite) mit (von links) Atlas, Piz Segnes (höchster Punkt), Piz Sardona verdeckt durch Piz Dolf.
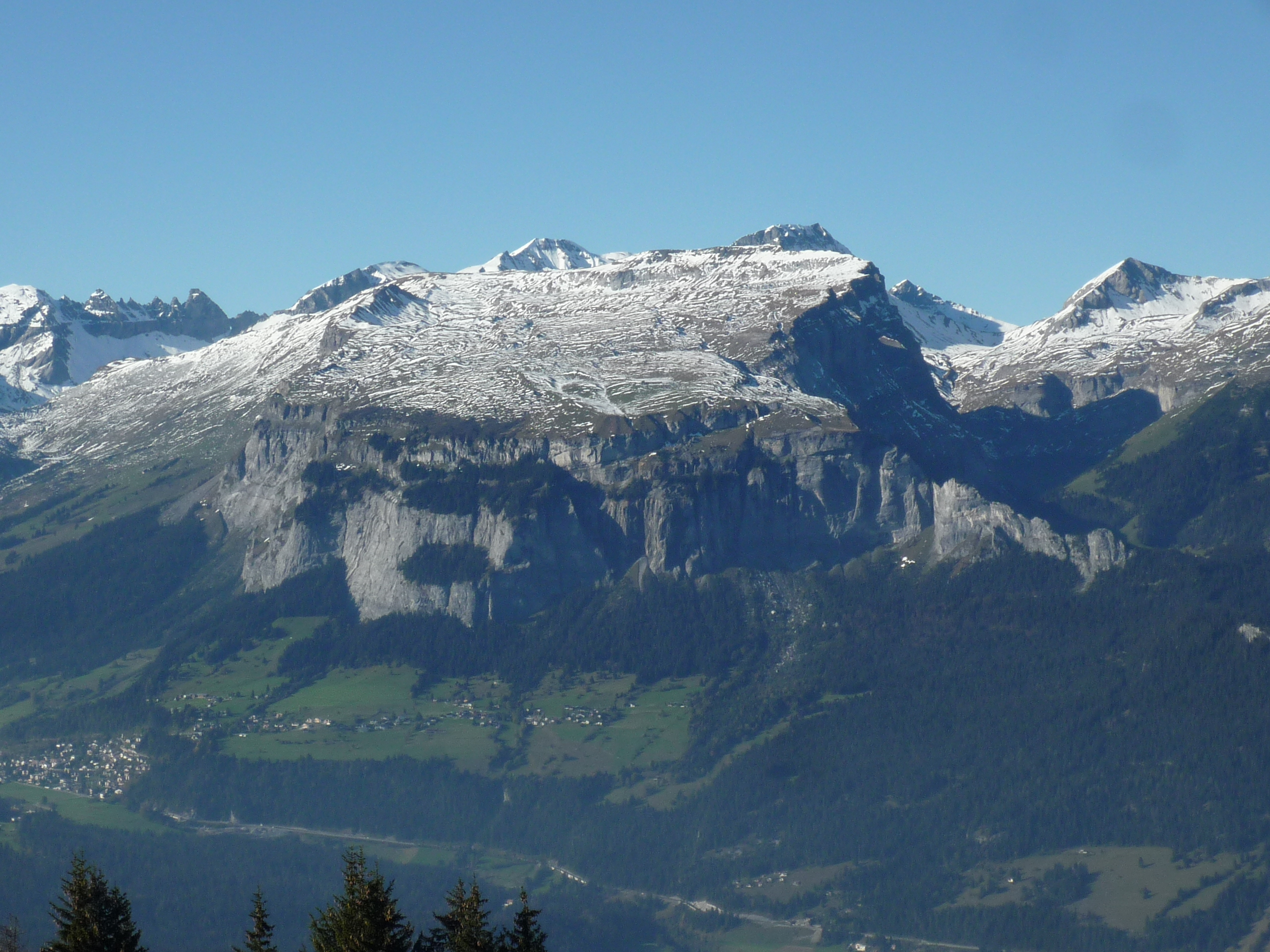
Sardonagruppe von Südosten (Bündner Seite) mit Flimserstein und dahinter (von links) Atlas, Piz Segnes (höchster Punkt), Piz Dolf. Die Tschingelhörner links gehören nicht zum Taminagebirge und der Piz Sax rechts zur Ringelgruppe.
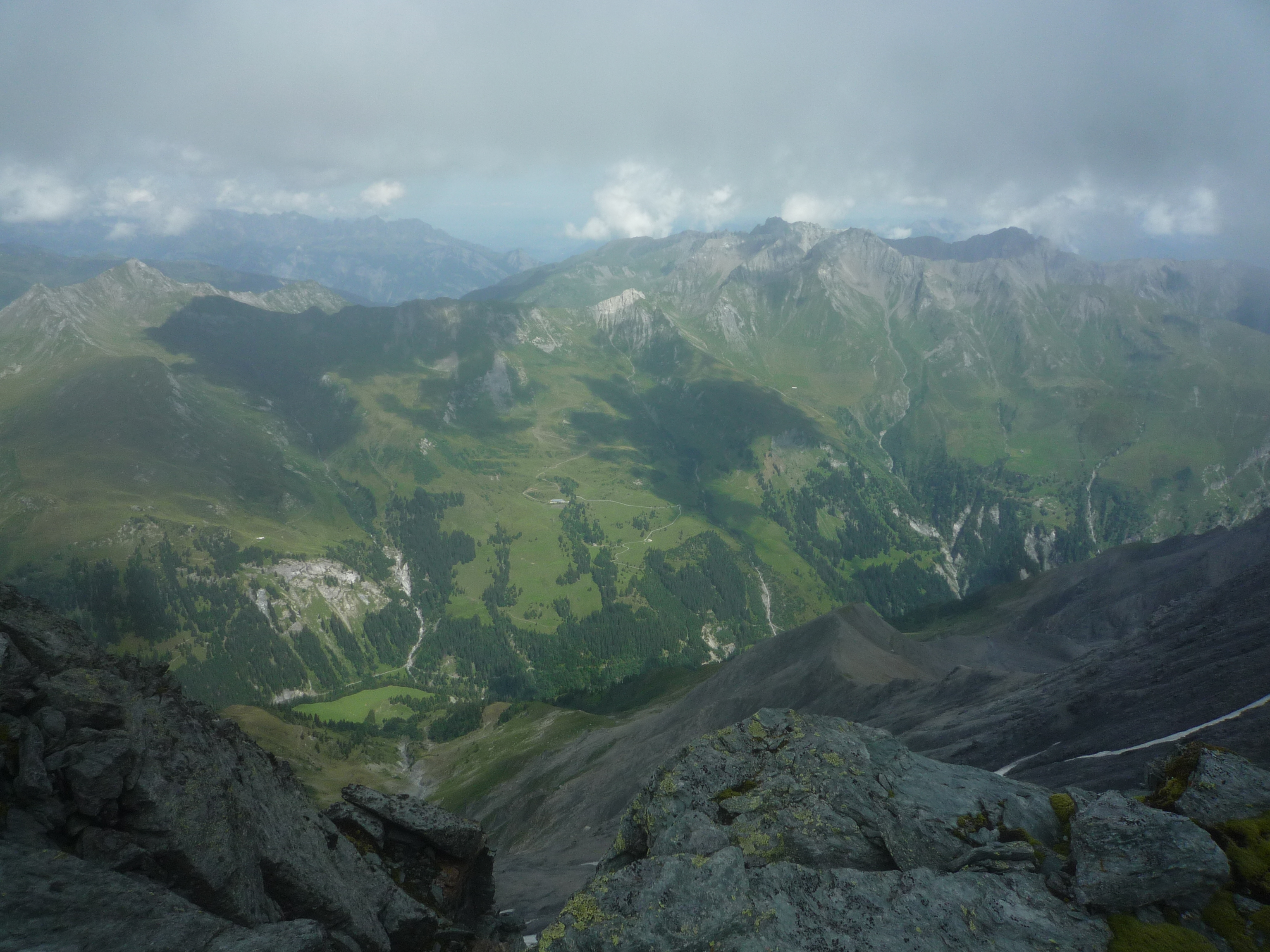
Nordflanke des Calfeisentals von Plattenspitz/Hangsackgrat links bis Zanaihörner rechts neben dem Sazmartinhorn
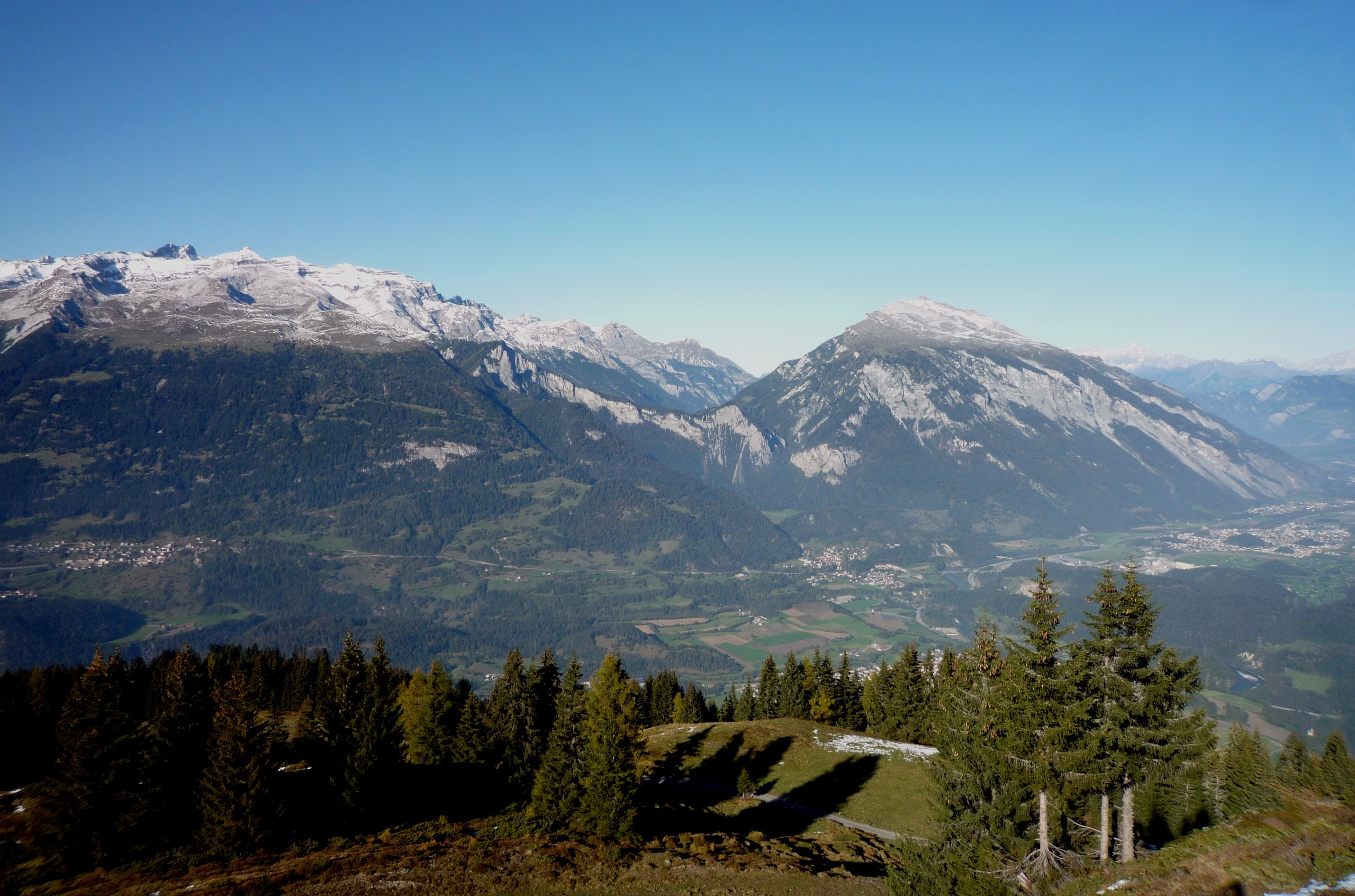
Ringelgebirge links und Calandamassiv rechts von Süden gesehen, dazwischen der Kunkelspass.
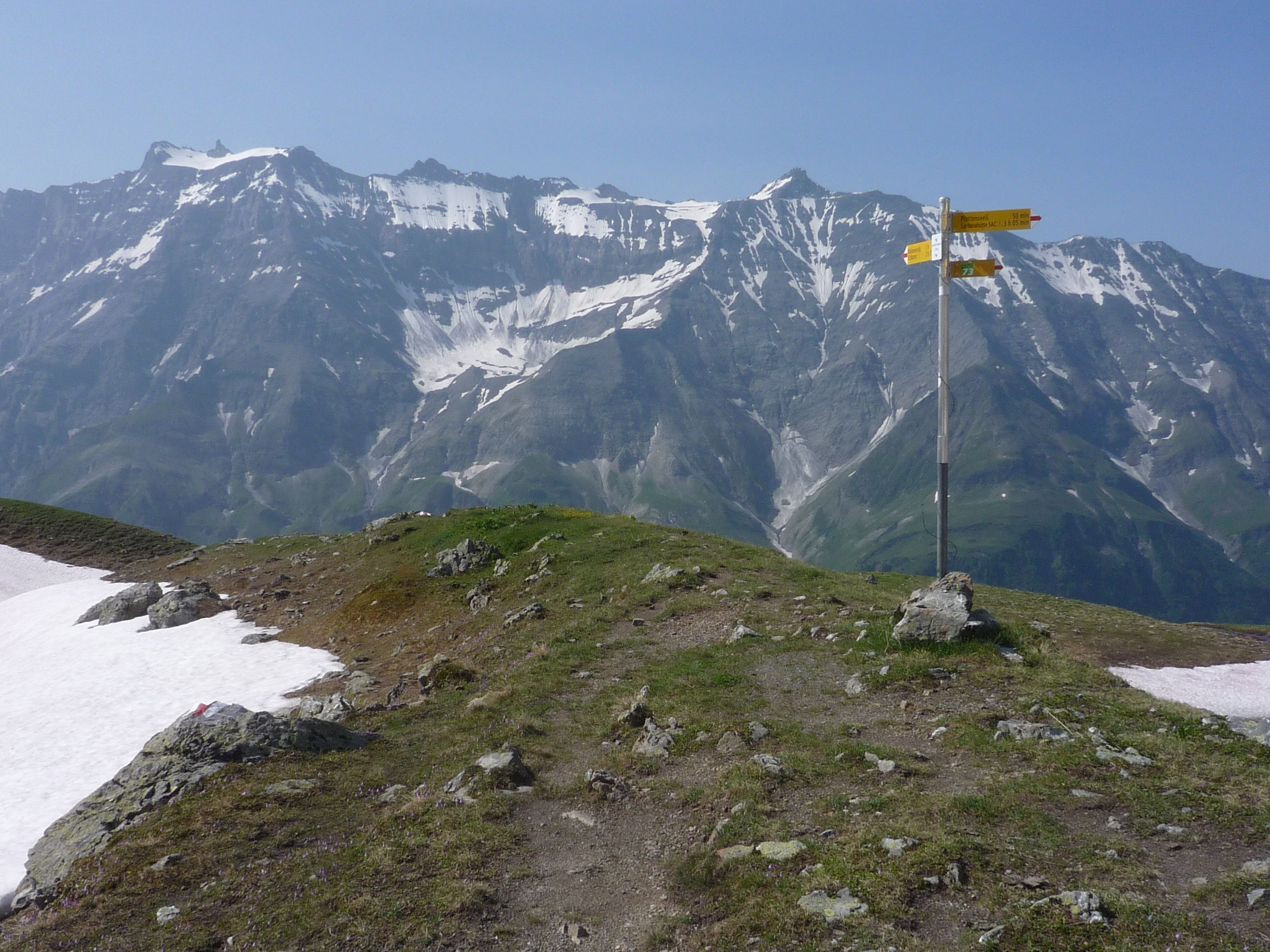
Ringelgebirge aus der Richtung des Heidelpasses über das Calfeisental hinweg gesehen; Ringelspitz links als höchster Punkt des Horizonts und der Piz da Sterls etwas links vom Wegweiser.
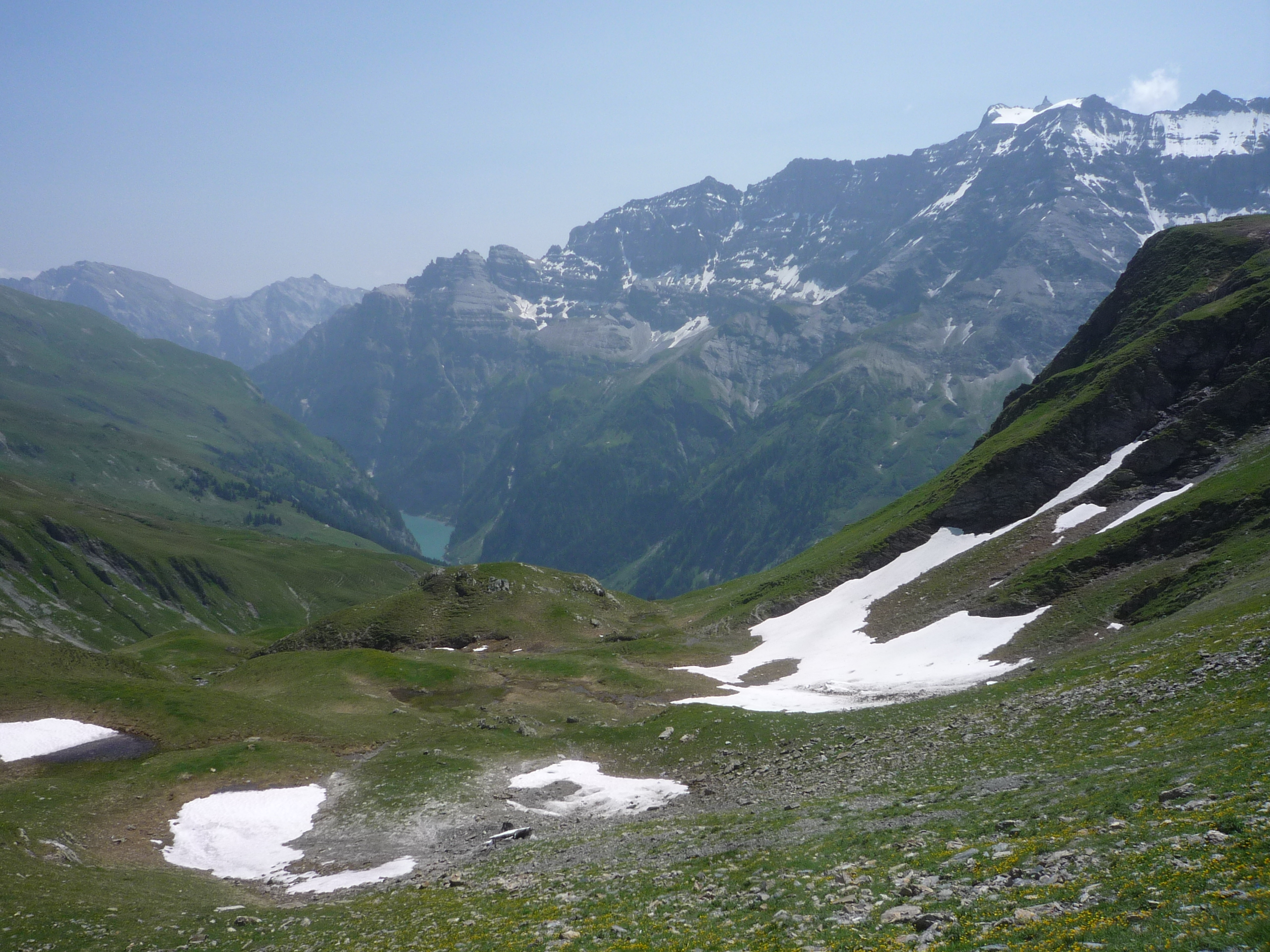
Calfeisental mit Gigerwald-Stausee und den umgebenden Bergen; von links Haldensteiner Calanda und Felsberger Calanda, dann die Kette mit Orglen und Panärahörner (Spitzen ohne einzelne Namen) hoch zum Ringelspitz, das ist die dünne Nadel an der höchsten Stelle des Horizontes. Rechts vom Ringelspitz das Glaserhorn.
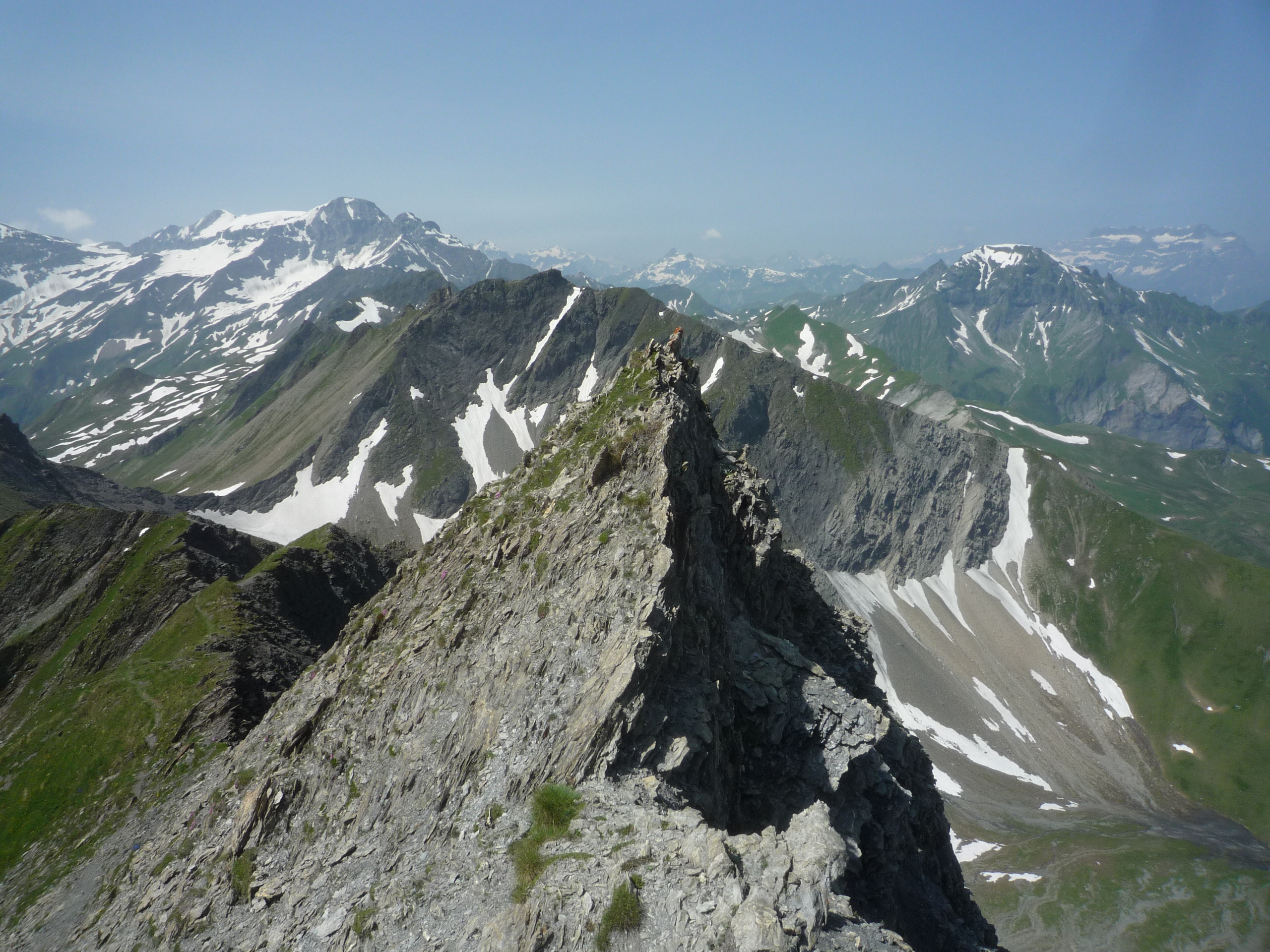
Die Linie vom Alplichopf vor dem Piz Sardona (seinerseits höchster Punkt des Horizonts) bis zum Hangsackgrat (zirka Fotostandort)
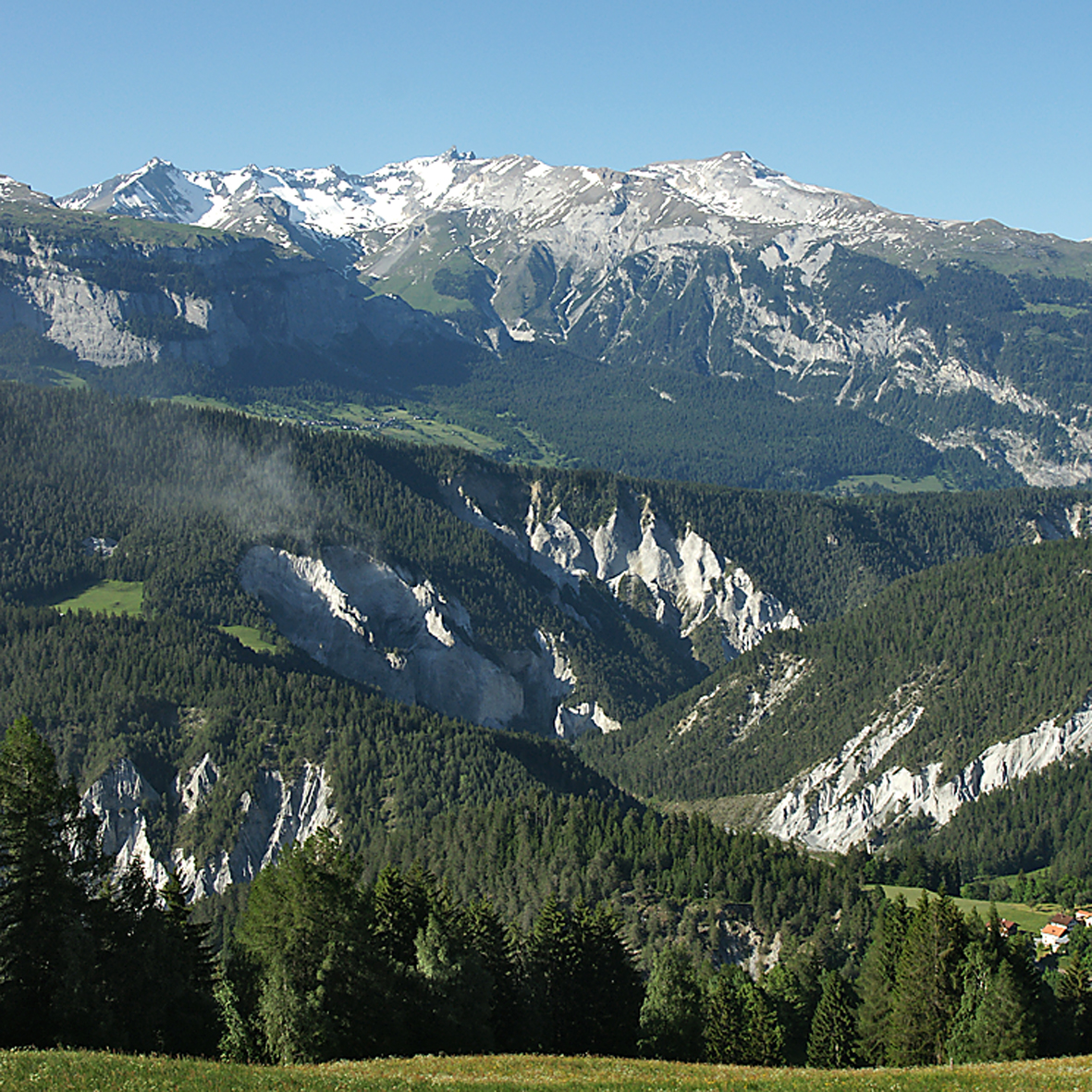
Ringelgebirge: Blick von Dorfbärg oberhalb vom Dorf Valendas über die Rheinschlucht zum Ringelgebirge.